# سپرثعلبیان
سپرثعلبیان (نام علمی: Nervilieae) نام یک تبار از تیره ثعلبیان است.